# Stati Uniti d'Africa
Gli Stati Uniti d'Africa (in inglese United States of Africa; in francese États unis d'Afrique; in arabo الولايات المتحدة الأفريقية‎?) sono un progetto politico sovranazionale avente a scopo la fondazione di una confederazione cui aderiscano tutti gli stati dell'Africa.
Il defunto leader libico Gheddafi, che nel 2009 fu presidente dell'Unione africana, propose formalmente l'idea di tale confederazione in due vertici regionali: la prima volta a Conakry (Guinea) a giugno 2007 e la seconda ad Addis Abeba (Etiopia) nel 2009.
Già in precedenza Gheddafi aveva informalmente parlato di Stati Uniti d'Africa, come per esempio nel 2000 a Lomé (Togo), e successivamente aveva aspramente criticato l'Unione africana asserendo che solo uno Stato realmente panafricano avrebbe potuto garantire ricchezza e stabilità al continente.
Un buon numero di membri dell'Unione sostenne la proposta federatrice, nella speranza che un'Africa unita potesse trovare la pace.

## Origini

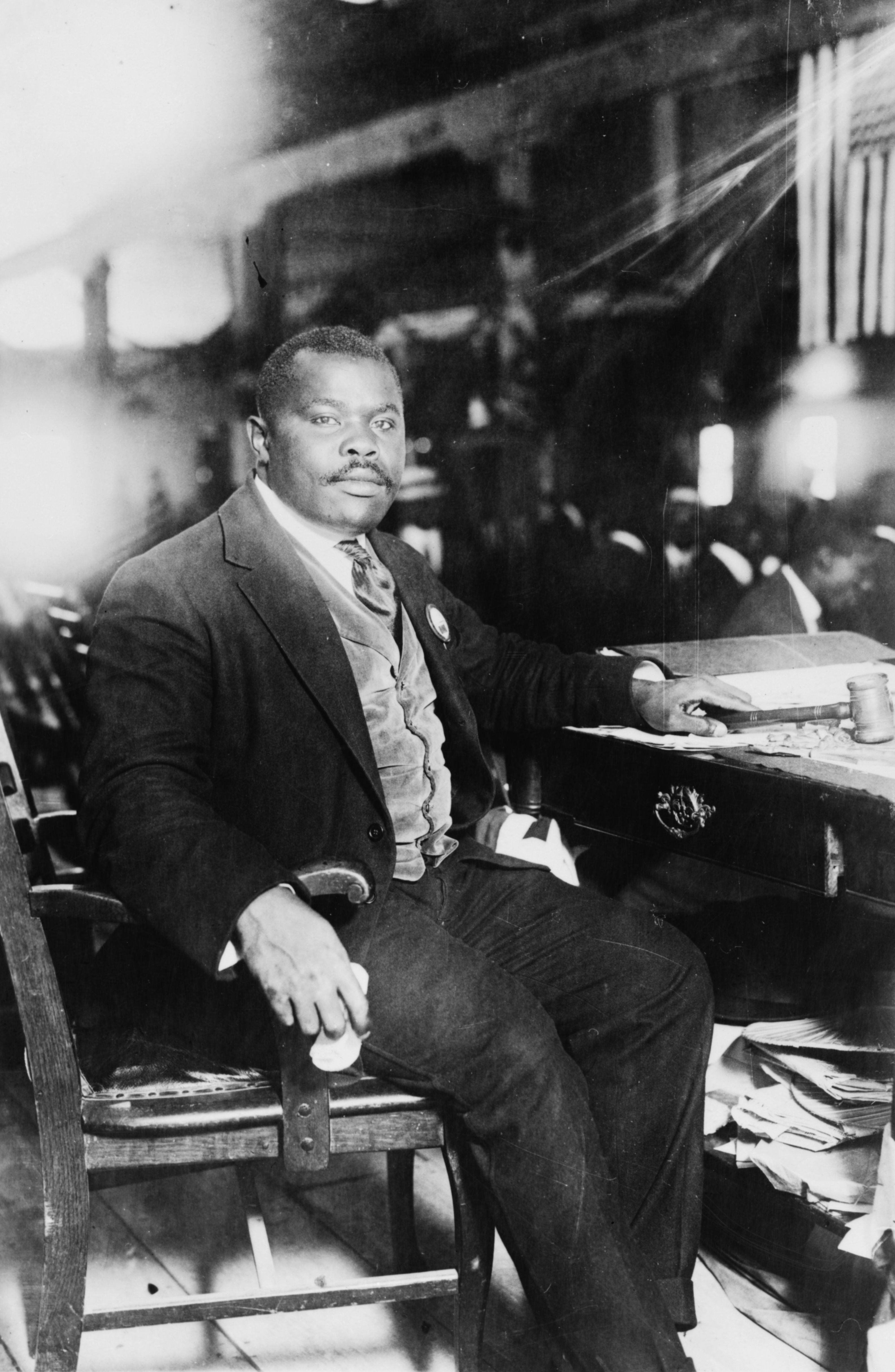
Marcus Garvey in una foto del 1924

Il primo a utilizzare il termine "Stati Uniti d'Africa" fu Marcus Garvey nella sua poesia Hail, United States of Africa del 1924. Le idee di Garvey hanno influenzato profondamente la nascita del movimento panafricano che raggiunse il suo picco nel 1945 nel quinto congresso panafricano a Manchester, cui presero parte W. E. B. Du Bois, Patrice Lumumba, George Padmore, Jomo Kenyatta, Dudley Thompson e Kwame Nkrumah. Sarebbe stato proprio Nkrumah, con l'aiuto di Hailé Selassié, a portare avanti il progetto e a dare vita all organizzazione dell'Unità Africana, organo precursore dell'Unione Africana.
La pubblicazione francese Le Monde diplomatique ha fatto notare che l'idea di uno Stato multinazionale, ma unitario, che riunisca l'Africa è erede degli imperi medievali africani: l'Impero etiope, l'Impero del Ghana, l'Impero del Mali, l'Impero del Benin, l'Impero di Kanem e altri Stati storici.

## Demografia e territorio
La federazione proposta sarebbe lo Stato con il territorio più vasto, superando la Russia; sarebbe anche il terzo Stato più popoloso al mondo, con una popolazione che parlerebbe più di duemila lingue diverse.

## Potenziale sviluppo

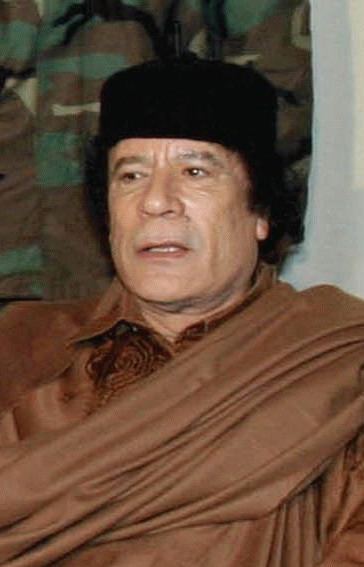
Gheddafi nel 2003

In occasione della sua elezione a presidente dell'Unione Africana Gheddafi disse: "Continuerò a insistere affinché i nostri Stati sovrani raggiungano l'obiettivo degli Stati Uniti d'Africa". Fu la BBC a riportare le proposte di Gheddafi: "Una singola forza armata africana, una moneta unica e un passaporto per consentire agli africani di muoversi liberamente per tutto il continente". Gli altri leader africani asserirono che avrebbero studiato le argomentazioni proposte e il risultato sarebbe stato discusso nella sessione seguente, ovvero a maggio del 2009.
L'ex presidente del Senegal Abdoulaye Wade dichiarò che gli Stati Uniti d'Africa avrebbero potuto essere realtà già a partire dal 2017; l'Unione Africana si è data come obiettivo un'Africa "unita e integrata" nel 2025. Gheddafi propose inoltre l'idea di allargare la federazione verso ovest per permettere l'accesso a quegli Stati che hanno conosciuto una forte diaspora africana, come la Giamaica, Haiti, la Repubblica Dominicana o altre nazioni dei Caraibi.

## Posizione dei singoli stati
Eritrea, Ghana, Senegal, Zimbabwe e Capo Verde supportano l'idea di una federazione africana. Altri Stati come la Nigeria e il Sudafrica si mostrano meno interessati. Generalmente si può affermare che il supporto delle singole nazioni al progetto federale è stato inversamente proporzionale al loro potere regionale e alla loro influenza. Alcuni hanno anche sollevato la questione della effettiva fattibilità di un tale progetto in un'Africa attraversata da conflitti armati, anche molto cruenti e di vasta scala.
Durante il suo coinvolgimento nel progetto degli Stati Uniti d'Africa, Gheddafi collezionò anche molte critiche e opposizioni: ad esempio, una settimana prima della sua morte (avvenuta durante la guerra civile in Libia) Jacob Zuma (presidente del Sudafrica) rilasciò una dichiarazione con cui si rallegrava della caduta del regime di Gheddafi, collegando questo evento a una possibile ripresa dei lavori dell'Unione Africana, affrancata dalle continue insistenze di Gheddafi sul tema federale.